# Erbium(III)-iodid
Erbium(III)-iodid ist eine anorganische chemische Verbindung des Erbiums aus der Gruppe der Iodide.

## Gewinnung und Darstellung
Erbium(III)-iodid kann durch Reaktion von Erbium mit Iod gewonnen werden.
{\displaystyle \mathrm {2\ Er+3\ I_{2}\longrightarrow 2\ ErI_{3}} }

## Eigenschaften
Erbium(III)-iodid ist ein violetter Feststoff, der löslich in Wasser ist. Er besitzt eine trigonale Kristallstruktur mit der Raumgruppe R3 (Raumgruppen-Nr. 148).